# Nummer 1-hits in de Billboard Hot 100 in 2018
Deze hits stonden in 2018 op nummer 1 in de Billboard Hot 100, de bekendste Amerikaanse hitlijst.
| Nummer | Datum        | Artiest                       | Titel           |
| ------ | ------------ | ----------------------------- | --------------- |
| 1069   | 6 januari    | Ed Sheeran & Beyoncé          | Perfect duet    |
|        | 13 januari   | Ed Sheeran & Beyoncé          | Perfect duet    |
|        | 20 januari   | Ed Sheeran & Beyoncé          | Perfect duet    |
| 1070   | 27 januari   | Camila Cabello & Young Thug   | Havana          |
| 1071   | 3 februari   | Drake                         | God's plan      |
|        | 10 februari  | Drake                         | God's plan      |
|        | 17 februari  | Drake                         | God's plan      |
|        | 24 februari  | Drake                         | God's plan      |
|        | 3 maart      | Drake                         | God's plan      |
|        | 10 maart     | Drake                         | God's plan      |
|        | 17 maart     | Drake                         | God's plan      |
|        | 24 maart     | Drake                         | God's plan      |
|        | 31 maart     | Drake                         | God's plan      |
|        | 7 april      | Drake                         | God's plan      |
|        | 14 april     | Drake                         | God's plan      |
| 1072   | 21 april     | Drake                         | Nice for what   |
|        | 28 april     | Drake                         | Nice for what   |
|        | 5 mei        | Drake                         | Nice for what   |
|        | 12 mei       | Drake                         | Nice for what   |
| 1073   | 19 mei       | Childish Gambino              | This is America |
|        | 26 mei       | Childish Gambino              | This is America |
| 1072   | 2 juni       | Drake                         | Nice for what   |
|        | 9 juni       | Drake                         | Nice for what   |
| 1074   | 16 juni      | Post Malone & Ty Dolla $ign   | Psycho          |
| 1072   | 23 juni      | Drake                         | Nice for what   |
| 1075   | 30 juni      | XXXTentacion                  | Sad!            |
| 1076   | 7 juli       | Cardi B, Bad Bunny & J Balvin | I like it       |
| 1072   | 14 juli      | Drake                         | Nice for what   |
| 1077   | 21 juli      | Drake                         | In my feelings  |
|        | 28 juli      | Drake                         | In my feelings  |
|        | 4 augustus   | Drake                         | In my feelings  |
|        | 11 augustus  | Drake                         | In my feelings  |
|        | 18 augustus  | Drake                         | In my feelings  |
|        | 25 augustus  | Drake                         | In my feelings  |
|        | 1 september  | Drake                         | In my feelings  |
|        | 8 september  | Drake                         | In my feelings  |
|        | 15 september | Drake                         | In my feelings  |
|        | 22 september | Drake                         | In my feelings  |
| 1078   | 29 september | Maroon 5 & Cardi B            | Girls like you  |
|        | 6 oktober    | Maroon 5 & Cardi B            | Girls like you  |
|        | 13 oktober   | Maroon 5 & Cardi B            | Girls like you  |
|        | 20 oktober   | Maroon 5 & Cardi B            | Girls like you  |
|        | 27 oktober   | Maroon 5 & Cardi B            | Girls like you  |
|        | 3 november   | Maroon 5 & Cardi B            | Girls like you  |
|        | 10 november  | Maroon 5 & Cardi B            | Girls like you  |
| 1079   | 17 november  | Ariana Grande                 | Thank U, next   |
|        | 24 november  | Ariana Grande                 | Thank U, next   |
|        | 1 december   | Ariana Grande                 | Thank U, next   |
| 1080   | 8 december   | Travis Scott                  | Sicko mode      |
| 1079   | 15 december  | Ariana Grande                 | Thank U, next   |
|        | 22 december  | Ariana Grande                 | Thank U, next   |
|        | 29 december  | Ariana Grande                 | Thank U, next   |